# Жеребцівська волость
Жеребцівська волость — історична адміністративно-територіальна одиниця Олександрівського повіту Катеринославської губернії.
Станом на 1886 рік складалася з 7 поселень, 6 сільських громад. Населення — 12967 осіб (6630 чоловічої статі та 6337 — жіночої), 1969 дворових господарств.
|                     | Площа, десятин | У тому числі орної, дес. |
| ------------------- | -------------- | ------------------------ |
| Сільських громад    | 37881          | 28252                    |
| Приватної власності | 1500           | 597                      |
| Казенної власності  | —              | —                        |
| Іншої власності     | 393            | 246                      |
| Загалом             | 39774          | 29095                    |

Основні поселення волості:
- Жеребець — село при річках Жеребець та Конка за 40 верст від повітового міста, 5417 осіб, 827 дворів, православна церква, єврейський молитовний будинок, школа, богодільня, 5 лавок, 3 винних склади, 2 рейнських погріба, постоялий двір, поштова станція, 4 ярмарки на рік.
- Комишуваха (Павлівка) — село при річках Жеребець та Конка, 1638 осіб, 390 дворів, православна церква, школа, земська станція, 3 лавки, 2 постоялих дври, щорічний ярмарок, базари щонеділі.
- Копані — село при річці Велика Комишеваха, 667 осіб, 120 дворів, лавка.
- Ново-Іванівка — село при річці Велика Комишеваха, 530 осіб, 91 двір, лавка.
- Омельник — село при річці Жеребець, 927 осіб, 137 дворів.
- Преображенка (Литовське) — село при річці Конка, 2634 осіб, 373 двори, православна церква, школа, цегельний завод.